# Осиро, Мисаки
Мисаки Осиро (яп. 大城 みさき; род. 22 мая 1984, Наха) — японская тяжелоатлетка. Участница летних Олимпийских игр 2008 года.

## Биография
Мисаки Осиро родилась 22 мая 1984 года в японском городе Наха.
Окончила среднюю школу Хэбару в префектуре Окинава.
Выступала в соревнованиях по тяжёлой атлетике за «Окинава Экотур».
В 2008 году вошла в состав сборной Японии на летних Олимпийских играх в Пекине. В весовой категории до 48 кг заняла 6-е место, подняв в сумме двоеборья 172 кг (80 кг в рывке и 97 кг в толчке) и уступив 24 кг завоевавшей золото Чэнь Вэйлин с Тайваня.
Четырежды участвовала в чемпионатах мира. В 2003 году в Ванкувере заняла в весовой категории до 48 кг 19-е место (152,5 кг), в 2013 году во Вроцлаве выбыла, не сделав зачётной попытки в рывке, в 2014 году в Алма-Ате заняла 26-е место (147 кг), в 2015 году в Хьюстоне — 28-е место (163 кг).